# فخرالدین قلبی
فخرالدین قلبی (انگلیسی: Fakhreddine Galbi؛ زادهٔ ۱۴ اوت ۱۹۸۴) بازیکن فوتبال اهل تونس است.
از باشگاه‌هایی که در آن بازی کرده‌است می‌توان به باشگاه فوتبال المعب تونس، باشگاه فوتبال بنزرتی، باشگاه فوتبال مقاولون عرب، باشگاه فوتبال المپیک باجی، باشگاه فوتبال فادوتس، باشگاه فوتبال صفاقسی، و باشگاه فوتبال حمام الانف اشاره کرد.
وی همچنین در تیم ملی فوتبال تونس بازی کرده‌است.